# Japan Air Commuter
Japan Air Commuter (japanisch 日本エアコミューター株式会社 Nihon Ea Komyūtā Kabushiki-gaisha, kurz JAC)  ist eine japanische Regionalfluggesellschaft mit Sitz in Kagoshima und Basis auf dem Flughafen Kagoshima.

## Geschichte

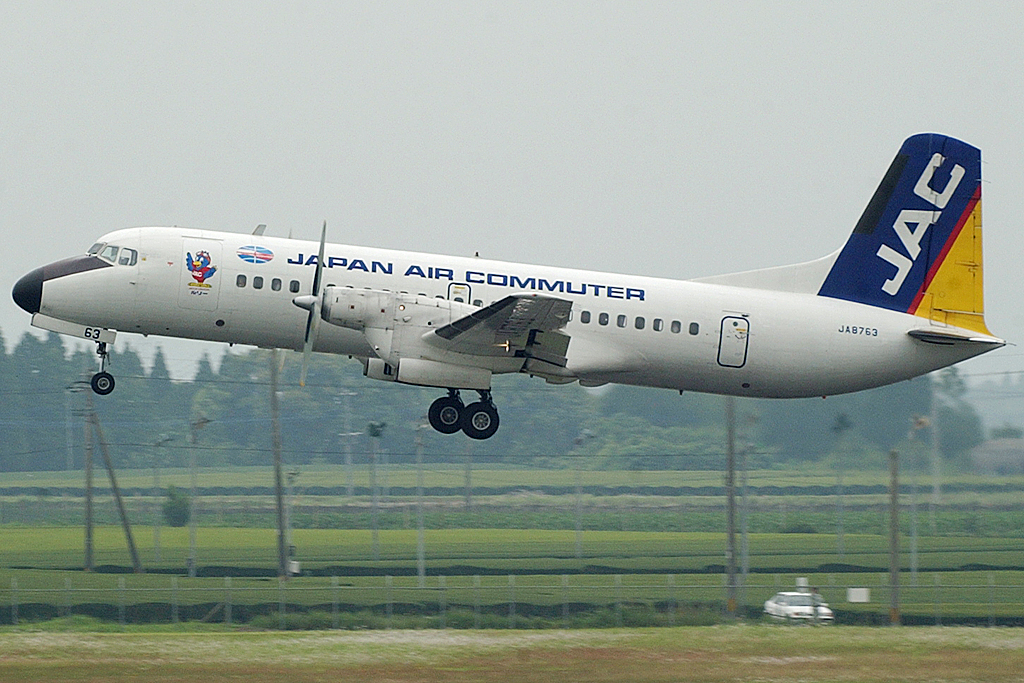
NAMC YS-11 der Japan Air Commuter

Japan Air Commuter wurde am 1. Juli 1983 gegründet und begann mit dem Flugbetrieb im Dezember 1983. Ein Joint-Investment-Plan von 14 Gemeinden und privaten Investoren der Präfektur Kagoshima führte zur Gründung von Japan Air Commuter. Sie war zunächst eine Tochtergesellschaft der Toa Domestic Airlines, später Japan Air System genannt. Japan Air System fusionierte schließlich mit Japan Airlines.
Am 30. September 2006 musterte Japan Air Commuter ihre letzte NAMC YS-11 aus. Da keine andere japanische Fluggesellschaft die YS-11 betrieb, ging damit nach 41 Jahren Dienstzeit eine Ära zu Ende und die in Japan entwickelte und gebaute YS-11 verschwand aus dem japanischen Passagierluftverkehr.
Japan Air Commuter bestellte am 15. Juni 2015 auf der Pariser Luftfahrtschau acht ATR 42-600 plus einer Option und Kaufrechte für 14 weitere Flugzeuge. Für ATR handelte es sich hierbei um den ersten Auftrag einer japanischen Fluggesellschaft. Die neuen Flugzeuge ersetzen seit 2017 zunächst die Saab 340B und sollen später auch die De Havilland DHC-8-400 ersetzen. Im Juni 2018 wandelte Japan Air Commuter eine Bestellung in die gestreckte Version ATR 72-600 um.
Japan Air Commuter befindet sich zu 60 % im Besitz von Japan Airlines sowie zu 40 % der Präfektur Kagoshima und 14 Gemeinden der Amami-Inseln.
Ab dem 25. Oktober 2020 will JAC unter dem IATA-Code der Mutter Japan Airlines (JL) fliegen. Der eigene Code JC soll abgegeben werden.[veraltet]

## Flugziele
Japan Air Commuter betreibt Zubringerdienste für Japan Airlines innerhalb Japans.

## Flotte

### Aktuelle Flotte
Mit Stand Januar 2025 besteht die Flotte der Japan Air Commuter aus elf Flugzeugen mit einem Durchschnittsalter von 6,0 Jahren:

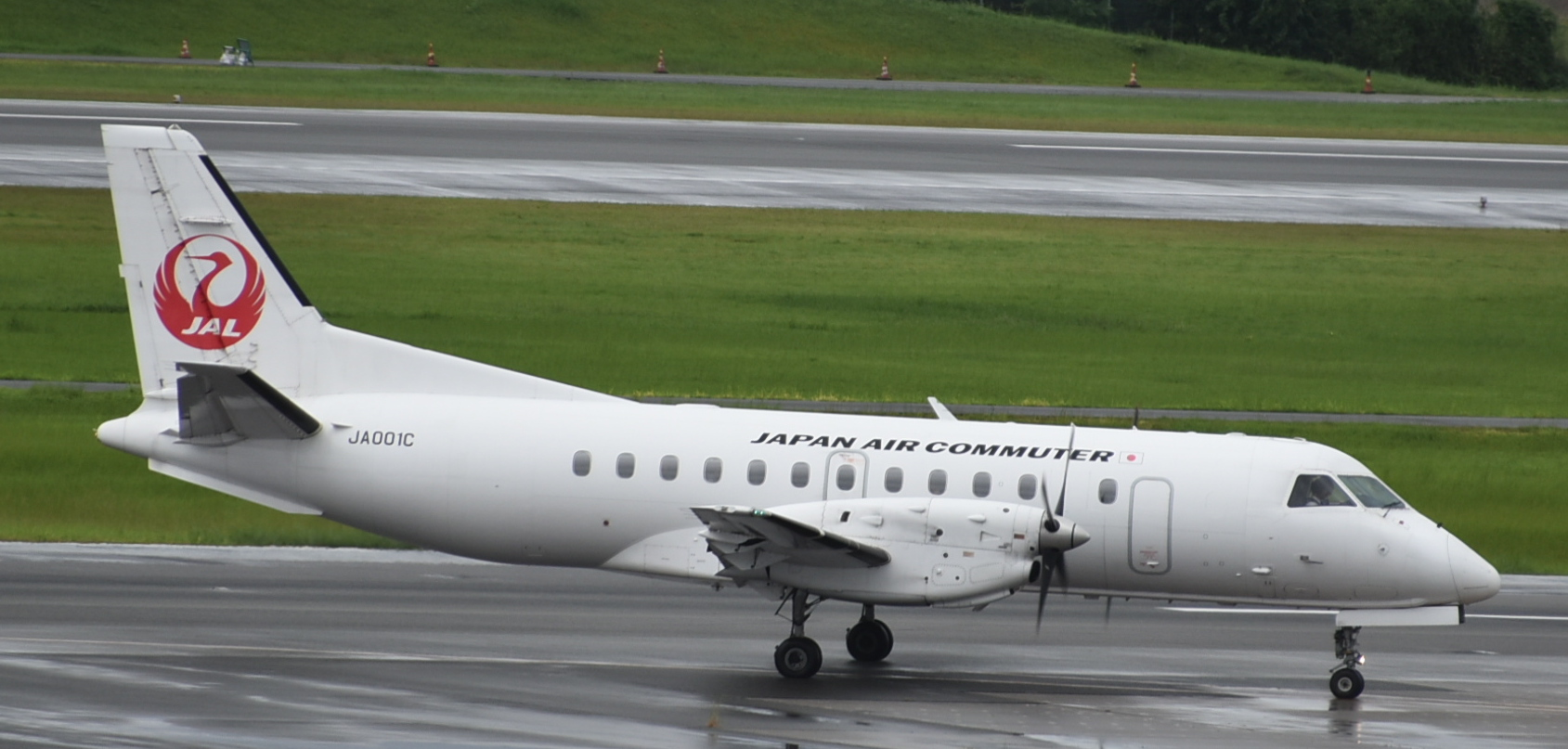
Saab 340B der Japan Air Commuter

| Flugzeugtyp | Anzahl | bestellt | Anmerkungen | Sitzplätze |
| ----------- | ------ | -------- | ----------- | ---------- |
| ATR 42-600  | 09     |          |             | 48         |
| ATR 72-600  | 02     |          |             | 70         |
| Gesamt      | 11     | –0       |             |            |

### Ehemalige Flugzeugtypen
- Saab 340B
- De Havilland DHC-8-400
- Dornier 228
- NAMC YS-11A-500